# Écos
Écos je naselje in občina v severozahodnem francoskem departmaju Eure regije Zgornje Normandije. Leta 2008 je naselje imelo 923 prebivalcev.

## Geografija
Kraj leži v pokrajini Normandiji 45 km severovzhodno od Évreuxa.

## Uprava
Écos je sedež istoimenskega kantona, v katerega so poleg njegove vključene še občine Berthenonville, Bois-Jérôme-Saint-Ouen, Bus-Saint-Rémy, Cahaignes, Cantiers, Château-sur-Epte, Civières, Dampsmesnil, Fontenay, Forêt-la-Folie, Fourges, Fours-en-Vexin, Gasny, Giverny, Guitry, Heubécourt-Haricourt, Mézières-en-Vexin, Panilleuse, Pressagny-l'Orgueilleux, Sainte-Geneviève-lès-Gasny, Tilly in Tourny s 13.178 prebivalci.
Kanton Écos je sestavni del okrožja Les Andelys.